# Hämndens timme (film, 1950)
Hämndens timme (engelska: The Gunfighter) är en amerikansk västernfilm från 1950 i regi av Henry King, med Gregory Peck, Helen Westcott, Millard Mitchell och Jean Parker i rollerna.

## Handling
Jimmy Ringo (Gregory Peck) är en åldrande revolverman. Han har tröttnat på det hårda livet men var han än åker så vill unga nykomlingar visa vad de går för genom att döda legenden i en duell. Ringo lyssnar på sin gamla vän, Sheriffen Mark Strett (Millard Mitchell), och bestämmer sig för att åka österut till den fru och det barn han inte sett på flera år. Men innan han kommer iväg kommer ödet i fatt honom i form av den unga revolvermannen Hunt Bromley (Skip Homeier).

## Rollista
| Gregory Peck     | – Jimmy Ringo              |
| Helen Westcott   | – Peggy Walsh              |
| Millard Mitchell | – Marshal Mark Strett      |
| Jean Parker      | – Molly                    |
| Karl Malden      | – Mac                      |
| Skip Homeier     | – Hunt Bromley             |
| Anthony Ross     | – Deputy Charlie Norris    |
| Verna Felton     | – Mrs. August Pennyfeather |
| Ellen Corby      | – Mrs. Devlin              |
| Richard Jaeckel  | – Eddie                    |

## Produktion
Twentieth Century Fox köpte manuset med titeln The Big Gun i april 1949 för $30 0000.

## Mottagande
Filmen nådde måttliga publik- och kritikerframgångar när den släpptes.

## Adaptioner
En radioversion av filmen sändes på Screen Directors' Playhouse 7 juni 1951. Peck spelade här återigen huvudrollen. En TV-version av filmen, End of a Gun, skrevs av Sam Peckinpah och regisserades av Lewis Allen. Den sändes på CBS i januari 1957 med Richard Conte i huvudrollen.

## Om filmen
Bob Dylans låt Brownsville Girl innehåller flera referenser till filmen
| ” | Well, there was this movie I seen one time, About a man riding 'cross the desert and it starred Gregory Peck. He was shot down by a hungry kid trying to make a name for himself. The townspeople wanted to crush that kid down and string him up by the neck. | „ |

## Utmärkelser

### Nomineringar
- Oscar: Bästa berättelse (William Bowers och André De Toth)
- WGA Award: Bästa skrivna amerikanska western (William Bowers och William Sellers)